# Parmotrema neotropicum
Parmotrema neotropicum är en lavart som beskrevs av Kurok. ex Hale. Parmotrema neotropicum ingår i släktet Parmotrema och familjen Parmeliaceae.   Inga underarter finns listade i Catalogue of Life.